# K'NEX

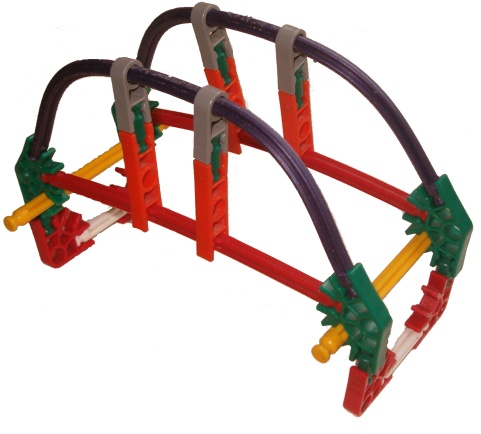
Uma ponte feita de K'NEX

O K'NEX é um brinquedo de montar (assim como o Lego, mas com um conceito diferente), elaborado para desenvolver a imaginação de crianças e adultos. Por exemplo, através de construção de guindastes e outros. Ele é bastante maleável e pode possuir um alto grau de dificuldade.